# Pannkakan (naturreservat)
Pannkakan är ett naturreservat i Forshaga kommun i Värmlands län beläget i södra änden av Deje och utgörs av ett delta mellan Klarälven och sjön Lusten. Naturreservatet som avsattes 1983 är ett 122 hektar stort område, varav 76 hektar är land. Syftet med reservatet är att låta vegetationen utvecklas fritt utan några ingrepp. Dock håller man en 2 km lång, orangemarkerad vandringsled öppen i området.

## Delta
För ca 200 år sedan bildade Klarälven ett låglänt deltaområde i utloppet till sjön Lusten, öster om Deje. Deltat, som byggs upp av lätteroderad så kallad svämsand, förändrar ständigt sin form, främst vid höst- och vårflod. Mellan sjön, älvens gamla fåra och de nya in- och utloppen i sjön i början av 1700-talet bildades en ö - Pannkakan - som för varje år växte sig allt större i takt med att älven byggde ny jungfrulig mark av sedimenterad sand där den mynnade i sjön. De låglänta delarna av Pannkakan - själva naturreservatet - består helt av mark som bildats efter älvens snedsteg för drygt 200 år sedan.
Med tiden har området fått allt mer karaktären av en ö och numera löper älven i två fåror runt Pannkakan. Inne på ön kan man se rester av de gamla älvfåror som tidigare genomkorsat deltat.

## Vegetationen
Pannkakan har näringsrik jord och god tillgång till vatten, något som gjorde att reservatet tidigt växte igen, framför allt med gråal, hägg och olika videarter. Den idag dominerande gråalskogen har aldrig avverkats och betraktas därför som urskog.

## Fauna
Det finns ett rikt fågelliv där och en stor insektsfauna. Bland insekterna har hittats utrotningshotade arter som har mycket högt ställda krav på den miljö de lever i. Fågelfaunan består framför allt av insektsätande småfågel som sångare, hackspettar och andra hålhäckande arter som sparvuggla och skogsduva. Alla svenska hackspettsarter har setts här, bland annat har vitryggig hackspett häckat i området.
Den gamla kolerakyrkogården minner om sjukdomens härjningar i trakten. En minnestavla finns. 
Den södra delen av ön som ligger utanför reservatet kan vara värd ett besök. Det finns liknande alskogsmiljöer på södra delen av ön. De är emellertid svåra att nå. Efter järnvägen på öns sydöstra del är möjligheterna goda att se och höra t.ex. järpe. Ett fågeltorn är uppfört i reservatets sydöstra del.

## Myggor
På våren i maj och juni blir det översvämning i de låglänta partierna. I mitten – slutet av maj brukar “häggfloden” lägga delar av alskogen under vatten. Om översvämningen följs av en längre varm period blir det massor av myggor i området, något som Pannkakan är välkänd för.
Områdena runt Pannkakans naturreservat är absolut hårdast drabbade av mygga. Enligt en undersökning från 2010  hade flertalet områden små mängder stickmygg (< 20 per fälla och natt) under vecka 21 (slutet av maj). De största mängderna mygg per fällnatt fångades först vecka 27, alltså i början på juli. Men toppen kan komma redan sista veckan i juni. I Ådran som är den grävda kanalen mellan sjön Lusten och Klarälven, bakom renoveringsstationen, var förekomsten mycket hög. Här fångades 1 249 stickmygg per fälla och natt, varav 95 % översvämningsmyggor, huvudsakligen två arter: Vårsvämmygga och Sommarsvämmygga. Dessa är de värsta stickmyggorna. De kan flyga 5-15 km från yngeldammarna. Efter början av juli minskar förekomsten av myggor dramatiskt, med en halvering av antalet myggor två veckor senare (vecka 29, mitten av juli). Halveringstiden för antalet myggor är 1-2 veckor. Men flera generationer förekommer samma sommar, beroende av passande översvämning av området. Pannkakan översvämmas oftast om våren i maj-juni som orsakats av snösmältningen i fjällen. 
Förekomsten av myggor följer en Gausskurva (en klockformad graf), dvs. antalet myggor sjunker snabbt, och jämnar ut sig. Vid Risäter var det fyra gånger mer myggor än i Ådran, absolut hårdast drabbat av alla de undersökta områdena. När hela Lusten översvämmas vid hög vattengång i Klarälven, så kan ett område vid Mölnbacka också fungera som produktiv areal för översvämningsmyggor. I år med extrem översvämning bildas ett mycket större antal yngeldammar, och det utvecklas extremt mycket myggor.
De potentiellt mest produktiva arealerna för Aedes sticticus och Aedes vexans handlar om översvämningsområden nedströms Deje. Stora delar av detta område utgörs av Naturreservatet Pannkakan som även är föreslaget som Natura 2000-området Pannkaka (SE0610135) enligt habitatdirektivet. Även i den norra delen av området finns ett föreslaget Natura 2000-område (Ådrans älvskogar, SE0610225) enligt habitatdirektivet, men detta område är inte skyddat som naturreservat. Det är mycket vanligt förekommande att de översvämningsområden som är högproduktiva för de två översvämningsmyggorna Aedes sticticus och Aedes vexans även är skyddade enligt ett eller flera av de skyddsnivåer som myndigheterna har tillgång till. Detta visar att en biologiskt rik, spännande, vacker och intressant naturmiljö har många fasetter. Hög produktion av stickmyggor som orsakar betydande problem för boende och besökare ger mycket kraftiga reaktioner hos den drabbade befolkningen. Det finns också en risk att stora myggproblem minskar möjligheten att etablera företag eller att få folk att flytta till orten. Detta är frågor som skapat en mycket omfattande debatt i andra drabbade områden och som har tvingat statliga myndigheter till att delvis omvärdera sina bedömningar om hur översvämningsbenägna områden och de många organismer som lever där bäst kan skyddas utan att befolkningen drabbas av myggor.

## Svampar
Svampar omfattar 150-200 olika arter där åtminstone en slätsvamp var helt ny för vetenskapen 1998.

## Flottning
Överallt runt Pannkakan och i strandkanterna ser man spår av flottningskulturen. Sjön Lusten användes förr som magasin för timmer och det var så ända till slutet av 1980-talet, då flottningen upphörde.